# HMS Gotland (1995)
Pour les articles homonymes, voir HMS Gotland (homonymie).
Le HMS Gotland est un sous-marin de défense de la marine royale suédoise. C’est le navire de tête de la classe Gotland, qui fut la première classe de sous-marins opérationnelle au monde à utiliser une propulsion indépendante de l'air, sous la forme de moteurs Stirling utilisant de l’oxygène liquide et du gazole comme carburant.
Il a été construit par Kockums, lancé en 1995, et mis en service en 1996.
En 2015, la Defense Material Administration (FMV) suédoise a signé un contrat de 2,1 milliards de couronnes suédoises avec Saab Kockums qui comprenait une mise à niveau à mi-vie de deux navires de la classe Gotland, les Gotland et Halland. Le Gotland est revenu à la FMV à la fin de 2018 après une série de mises à niveau de la plate-forme et des systèmes de combat.

## Construction
Le sous-marin Gotland a été conçu et construit par Kockums à Malmö et lancé le 2 février 1995. La garde d’honneur lors du lancement était composée de la compagnie amphibie de la Fårösund Marine Brigade (FMB). Parmi les participants à la cérémonie de lancement du Gotland figuraient le gouverneur, le président du conseil municipal, le commandant du commandement militaire de Gotland et le commandant du FMB.
Le sous-marin est essentiellement basé sur le sous-marin de classe Västergötland, mais avec beaucoup d’améliorations. Il dispose de deux moteurs diesel et de deux moteurs Stirling, ce qui le rend indépendant de l’air et lui donne une autonomie doublée par rapport aux types de sous-marins précédents. Un cycle de gaz entraîne un générateur électrique qui charge la batterie du sous-marin qui est connectée au moteur et à l’hélice. Pour la détection passive, il est équipé d’un sonar circulaire et d’un sonar à réseau de flancs.

## Mise à niveau à mi-vie
En 2020, le HMS Gotland a subi une mise à niveau à mi-vie, comme son sister-ship HMS Uppland avant lui. Au cours de la mise à niveau, un certain nombre de systèmes qui seront utilisés dans les sous-marins de prochaine génération, la classe Blekinge (A26), ont été installés. Plus de vingt nouveaux systèmes à bord de la nouvelle classe Gotland ont été mis en œuvre, ce qui contribue à leur réduction des risques pour l’A26. Cela offre également des possibilités de formation à l’équipage lorsqu’il sera déployé à bord de l’A26.
Le processus de mise à niveau implique de nombreux nouveaux systèmes, tels que le moteur Stirling AIP, une nouvelle suite complète de mâts, des sonars et des capteurs ainsi que des systèmes de gestion et de communication. Afin d’accueillir tous les systèmes, le sous-marin a gagné en longueur (atteignant 62 m) et un poids supplémentaire de 200 tonnes, pour atteindre un déplacement en surface de 1 580 tonnes.

## Location à l’United States Navy
En 2004, le gouvernement suédois a reçu une demande des États-Unis de louer pour un an le Gotland – conservant son pavillon, son commandant et son équipage suédois – afin de l’utiliser dans des exercices de lutte anti-sous-marine. Le Gouvernement suédois a accédé à cette demande en octobre 2004, les deux marines ayant signé un protocole d'accord le 21 mars 2005,.
Le Gotland a été chargé à bord du navire transporteur de colis lourds semi-submersible norvégien, le MV Eide Transporter, le 10 mai 2005, pour un voyage d’un mois sur l’océan Atlantique et à travers le canal de Panama jusqu’à la base navale de Point Loma à San Diego, en Californie, où il est arrivé le 27 juin 2005,,. Après quelques semaines d’adaptation au nouvel environnement, les exercices avec la troisième flotte des États-Unis ont commencé le 18 juillet 2005. Le bail a été prolongé de 12 mois en 2006,,.
Le Gotland a réussi à pénétrer les mesures défensives du Carrier Strike Group 7 sans être détecté et à prendre plusieurs photos de l’USS Ronald Reagan (CVN-76) lors de l’exercice 06-2 de la Force opérationnelle interarmées pré-déploiement de décembre (JTFEX 06-2) dans l’océan Pacifique (probablement dans les zones d’opérations californiennes), « coulant » efficacement le porte-avions. L’exercice a été mené pour évaluer l’efficacité de la flotte américaine contre les sous-marins diesel-électriques modernes, dont certains ont noté qu’elle souffrait de graves défauts,. En 2001, lors de l’exercice JTFEX 01-2 en mer des Caraïbes, l’U24, un sous-marin allemand conventionnel diesel-électrique de Type 206, a « coulé » le porte-avions USS Enterprise (CVN-65) en tirant des fusées éclairantes et en prenant une photo à travers son périscope.
En juillet 2007, le GotlandGotland repart de San Diego pour la Suède.

## Raid contre Kockums
Au petit matin du 8 avril 2014, l’Administration du matériel de défense, connue sous le nom de FMV, avec l’aide de l’armée suédoise, a attaqué le chantier naval Kockums à Malmö, en Suède, qui appartenait alors au géant allemand de la défense ThyssenKrupp Marine Systems. L’objectif de la mission était de confisquer le matériel appartenant à l’État suédois, en particulier le matériel relatif aux moteurs Stirling utilisés dans le HMS Gotland. Bien que le raid ait été effectué par la police militaire, il n’était pas violent. Après que les employés de Kockums ont verrouillé les portes bloquant la sortie de FMV avec le matériel confisqué, une longue négociation s’est ensuivie. Un compromis a finalement été trouvé selon lequel le matériel devait être stocké dans une zone sécurisée partagée jusqu’à nouvel ordre. Comme FMV ne s’intéressait qu’au matériel plutôt qu’aux plans, la démonstration de force faisait plus probablement partie d’une longue confrontation politique entre l’État suédois et les propriétaires de Kockums, plutôt que d’une tentative de décourager l’espionnage, Plus tard en 2014, Kockums a été vendu à Saab Group.

## Galerie de photographies

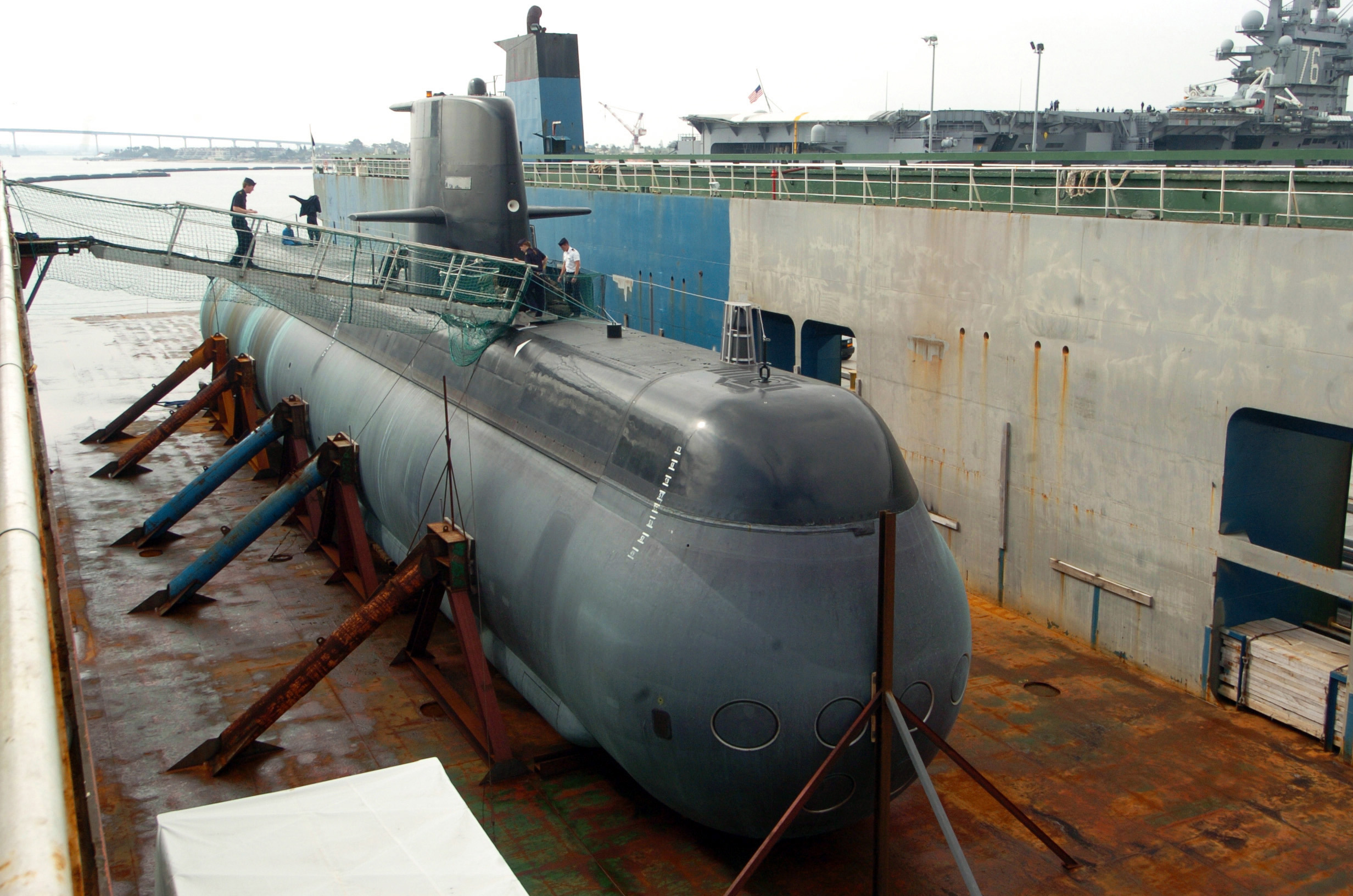
Le HMS Gotland à bord du Eide Transporter à San Diego.
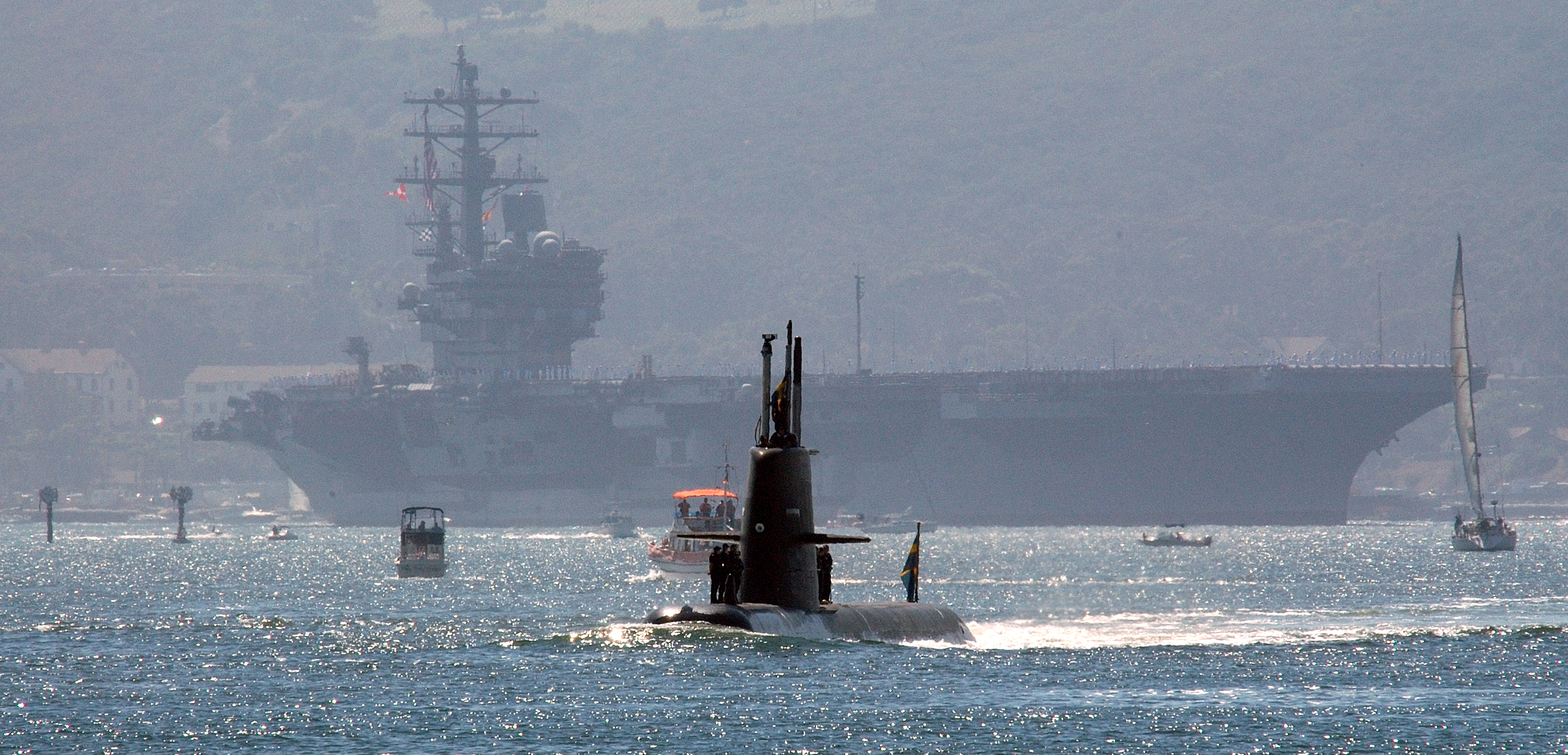
Le HMS Gotland transite par le port de San Diego avec l’USS Ronald Reagan de classe Nimitz lors de la « Sea and Air Parade » organisée dans le cadre de la Fleet Week San Diego 2005.
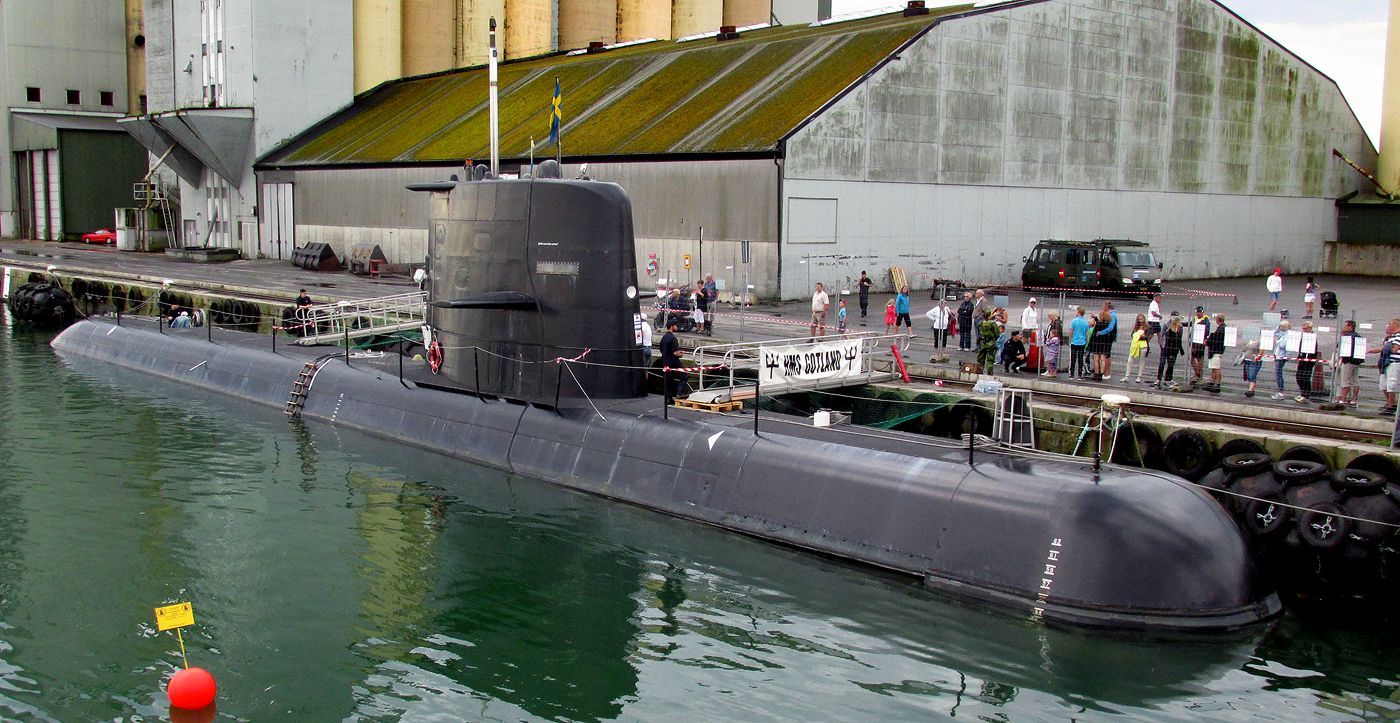
Le HMS Gotland à Ystad en 2015.